# Yehor Nazaryna
Yehor Nazaryna (tiếng Ukraina: Єгор Анатолійович Назарина; sinh 10 tháng 7 năm 1997 ở Pryluky, Chernihiv Oblast, Ukraina) là một tiền vệ bóng đá Ukraina thi đấu cho Royal Antwerp.

## Sự nghiệp
Nazaryna là sản phẩm của hệ thống trẻ FC Yevropa Pryluky (người huấn luyện đầu tiên là Andriy Shmatko) và FC Dynamo Kyiv.
Anh ra mắt là cầu thủ dự bị trong hiệp hai cho FC Dnipro trong trận đấu trước FC Stal Kamianske ngày 20 tháng 5 năm 2017 ở Giải bóng đá ngoại hạng Ukraina.

## Thống kê sự nghiệp
Tính đến trận đấu diễn ra ngày 18 tháng 11 năm 2017
| Câu lạc bộ          | Mùa giải            | Giải vô địch        | Giải vô địch | Giải vô địch | Cúp quốc gia | Cúp quốc gia | Khác | Khác      | Tổng | Tổng      |
| Câu lạc bộ          | Mùa giải            | Hạng đấu            | Trận         | Bàn thắng    | Trận         | Bàn thắng    | Trận | Bàn thắng | Trận | Bàn thắng |
| ------------------- | ------------------- | ------------------- | ------------ | ------------ | ------------ | ------------ | ---- | --------- | ---- | --------- |
| Dnipro              | 2016–17             | Premier League      | 1            | 0            | 0            | 0            | 0    | 0         | 1    | 0         |
| Dnipro              | 2017–18             | Druha Liga          | 18           | 3            | 0            | 0            | 0    | 0         | 18   | 3         |
| Dnipro              | Tổng                | Tổng                | 19           | 3            | 0            | 0            | 0    | 0         | 19   | 3         |
| Royal Antwerp       | 2017–18             | First Division A    | 0            | 0            | 0            | 0            | –    | –         | 0    | 0         |
| Tổng cộng sự nghiệp | Tổng cộng sự nghiệp | Tổng cộng sự nghiệp | 19           | 3            | 0            | 0            | 0    | 0         | 19   | 3         |